# Как жениться и остаться холостым
«Как жениться и остаться холостым» (фр. «Prete-Moi ta Main»; «Одолжи мне твою руку») — французская романтическая комедия.

## Сюжет
Жизнь 43-летнего холостяка Луи́ Коста́ уравновешенна, и как ему думается, полноценна. Он работает дегустатором запахов в крупной парфюмерной фирме, очень прилично зарабатывает, живёт в удобной и просторной квартире. И при этом избавлен от большинства бытовых проблем, от которых обычно страдают холостяки. Дело в том, что у него есть мама и целых пять сестёр.
Это могло бы продолжаться долго, но однажды сёстры заявили, что им надоело работать няньками-тире-домработницами, они ему сёстры, а не жёны. Брату давно пора завести себе женщину, которая и должна о нём заботиться.
Семейный совет решает — женить. Ему пересватали всех сестриных подруг, кто-то из сестёр даже зарегистрировался под его именем на сайтах знакомств и начал устраивать брату «первые свидания».
В конце концов Луи не выдерживает. С помощью лучшего друга и его сестры, согласившейся (не бесплатно!) принять участие в этой авантюре, он разрабатывает и реализует сложную комбинацию: привести в семью девушку, подготовить свадьбу, в последний момент разыграть драматический разрыв, правдоподобно «впасть в глубокую депрессию» и заставить мать и сестёр оставить его в покое.
Сестра лучшего друга оказывается талантливой актрисой, всё идёт как по маслу. Вот только заводит в итоге совершенно «не туда»…

## В ролях
| Роль              |  | Персонаж                                              |
| ----------------- |  | ----------------------------------------------------- |
| Ален Шаба         |  | Луи́ Коста́ («Пипу»)                                    |
| Шарлотта Генсбур  |  | Эмманюэ́ль Казена́в («Эмма»)                            |
| Грегуар Остерман  |  | Пьер-Ив Казена́в, брат Эммы, коллега и лучший друг Луи |
| Бернадетт Ляфон   |  | Женевье́в Коста́, вдова, мать Луи                       |
| Вероник Барро     |  | Катри́н, сестра Луи, ассистент дантиста                |
| Мари-Армель Дёги  |  | Аксе́ль, сестра Луи, зубной врач                       |
| Катя Левковиц     |  | Каро́ль, сестра Луи, продавщица в магазине одежды      |
| Люс Мушель        |  | Мари́, сестра Луи, домохозяйка                         |
| Луиз Моно         |  | Макси́н Коста, младшая из сестёр Луи, не замужем       |
| Владимир Йорданов |  | Франси́с Берто́фф, босс Луи и Пьер-Ива                  |
| Кристиан Милле    |  | Франсуа́за Мессье́-Лала́нд, руководитель фирмы «Нейко»   |
| Аисса Майга       |  | Ки́рстен Ха́нссен, ассистентка мадам Мессье-Лаланд      |
| Татьяна Гусева    |  | Франси́н Лёбрю́н, сотрудница службы усыновления (DDASS) |
| Аликс де Конопка  |  | Сандри́н Филиппи́, урождённая Бурра́г, первая любовь Луи |
| Анн Маривен       |  | продавщица в магазине «Карабос»                       |